# Церковь Марии Монгольской

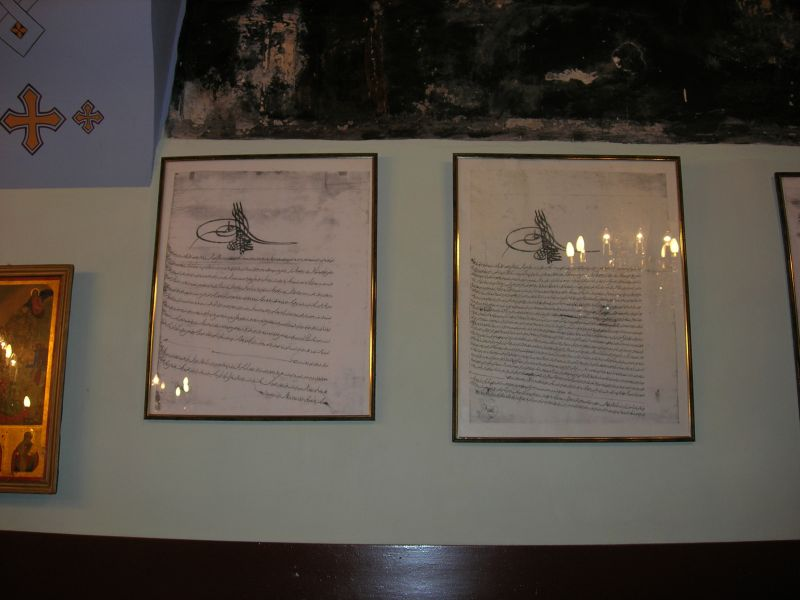
Фирманы Мехмеда II и Баязида II, предоставляющие собственность церкви греческой общине

Церковь Богоматери Панагиотиссы (греч. Παναγία τῶν Μογγολίων или Παναγία Μουχλιώτισσα; тур. Kanlı Kilise или Meryem Ana Rum Ortodoks Kilisesi) — единственная сохранившаяся с византийских времён церковь Стамбула, которая никогда не служила мечетью и в которой всегда совершалась божественная литургия. Её внутренние стены покрыты свезёнными со всего города иконами, некоторые из них — византийского происхождения. В настоящее время богослужение совершается в отдельные дни, в частности 15 августа (Успение — храмовый праздник) и во вторник Светлой седмицы.

## История здания
Основательницами женского монастыря в VI в. н. э. на месте нынешней церкви считаются преподобные Евстолия и Сосипатра; первая из них была римлянкой, наследницей состоятельных родителей, вторая — дочерью императора Маврикия. В XI в. рядом возник мужской монастырь Всех Святых, многие насельники которого прибыли из Великой лавры на Афоне. В годы владычества латинян мужской монастырь был упразднён, а женскую обитель возобновил Исаак Дука, тесть Георгия Акрополита и отец матери Михаила Восстановителя. В 1266 г. построенная на его средства церковь была расширена и расписана.
В 1281 г. в Константинополь возвратилась овдовевшая после смерти персидского ильхана Абаки дочь Михаила, Мария Деспина Монгольская. Именно ей монастырь обязан своим нынешним обликом и названием. Наследники Марии Монгольской, впрочем, не уделяли обители должного внимания и даже передали её в залог. При падении Константинополя околоток стал местом самого яростного сопротивления захватчикам. Об этом напоминают кирпично-красный цвет штукатурки и прозвище «кровавой церкви», данное турками храму.
При султанах Селиме I и Ахмеде II церковь пытались обратить в мечеть, но этим планам не суждено было сбыться. Церковь Марии Монгольской остаётся приходским храмом греческой общины района Фатих вплоть до наших дней. Причину этого верующие видят в том, что сам Мехмед II якобы передал храм на попечение матери греческого зодчего Христодула в благодарность за возведение им мечети Фатих. Церковь пострадала во время Стамбульского погрома 1955 года, но была восстановлена.

## Местонахождение и доступ
Адрес: Firketeci Sokak No. 5 Fener İstanbul.
При поиске храма на местности можно ориентироваться на возвышающееся над Фанаром массивное красного кирпича здание греческой школы (Özel Fener Rum Lisesi): алтарь церкви —  напротив северо-западного крыла школы, вход через дверь в ограде с противоположной стороны (обычно необходимо позвонить в дверь для посещения).